# San Felipe, Chilón
San Felipe är en ort i Mexiko.   Den ligger i kommunen Chilón och delstaten Chiapas, i den sydöstra delen av landet, 800 km öster om huvudstaden Mexico City. San Felipe ligger 1 218 meter över havet och antalet invånare är 169.
Terrängen runt San Felipe är kuperad åt nordost, men åt sydväst är den bergig. Runt San Felipe är det glesbefolkat, med 16 invånare per kvadratkilometer. Närmaste större samhälle är Jet-Já, 4,4 km nordost om San Felipe. I omgivningarna runt San Felipe växer i huvudsak städsegrön lövskog.